# Erast Fandorin
Erast Petrovič Fandorin je književni lik kojega je krajem 1990.-ih godina osmislio ruski pisac gruzijskoga porijekla Boris Akunjin (pravo ime Grigorij Čhartišvili). Fandorin je protagonist Akunjinovih detektivskih romana smještenih u Rusiju 19. stoljeća.
Fandorinove avanture razvijaju se kronološki s progresivnim starenjem protagonista. Počinju, kada je imao devetnaest godina i traju sve dok nije napunio četrdeset godina. Tijek događaja Fandorinovoga života polazna je točka za devet knjiga (dio njih u Hrvatskoj je objavio "Profil").
Prema pojedinim knjigama iz serije snimljeni su filmovi, koji su na ruskom tržištu postigli izvanredne rezultate na kino blagajnama.

## Životopis lika
Fandorin je zgodan mladi Moskovljanin, tamnoplavih očiju i neobičnog detalja: dvije niti bijele kose na sljepoočnicama.
Njegov otac bio je upropašten porokom kockanja. Fandorin ima dar pobjeđivanja u svakoj igri na sreću u kojoj sudjeluje, ali on ih prezire i sudjeluje u njima samo u sklopu detektivskih istraga, ne želeći se materijalno okoristiti. Ušao je u policijsku službu kao službenik za tiskanice, a s vremenom je otkrio nevjerojatan talent za istrage, toliko da je u ranoj dobi dobio mnoge počasti, medalje i druge nagrade.
Njegove avanture počinju u Moskvi, u borbi protiv dobrotvorne institucije, koja će se pokazati kao međunarodna organizacija koja podiže siročad kako bi ih učinila budućim diktatorima. Upravo će ta organizacija poslati bombu na dan njegovog vjenčanja sa ženom, koju je jedino volio i uzrokovati smrt njegove nevjeste, čime je zadobio traumu i pojavu bijelih vlasi kose. Kasnije je flertovao i bio s mnogim ženama, ali nijednu više nije volio kao svoju nesuđenu i neprežaljenu suprugu.
Nakon pretrpljene traume, zatražio je da ga se premjesti i našao se u Turskoj tijekom rata između Osmanlija i Rusa, a kasnije u Japanu kao pomoćnik konzula. U Japanu je naučio borilačke tehnike, koje je često koristio u borbi protiv kriminalaca te tehnike meditacije. U Japanu je također upoznao svoga japanskoga prijatelja, koji mu je postao pomoćnik i svuda ga vjerno pratio.
Povratkom u Moskvu, suočava se s mnogim likovima, od Jacka Trbosjeka do vrlo ambicioznog zloga službenika; upravo ga borba s potonjim, kompromitirati do te mjere da ga prisili da napusti svoju majku Rusiju i ode za Pariz, da bi se kasnije vratio kući kako bi spasio otetoga carevića. U posljednjem poglavlju, "Žig vatre", Fandorin će se boriti tijekom rusko-japanskog rata 1905. s japanskim tajnim agentom; paralelno, knjiga govori o prvim godinama koje je protagonist proveo 1870. godine u Japanu sa strastvenom avanturom ljubavi i zapletima koji uključuju nasljednike stoljetne tradicije.